# Балдин, Модест Фемистоклович
Модест Фемистоклович Балдин (1871 — после 1921) — русский военный, полковник РИА.

## Биография
Родился 28 ноября 1871 года на Мотовилихинском заводе Пермской губернии в православной семье коллежского секретаря Фемистоклея Ивановича и его жены Капитолины Ивановны. Был крещён 10 декабря в Свято-Троицкой церкви. Брат генерал-майора РИА С. Ф. Балдина.
Первоначальное образование получил в Симбирском кадетском корпусе. В военную службу вступил 13 сентября 1889 года. Окончив Николаевское инженерное училище, был выпущен в 13-й сапёрный батальон. Подпоручик с 1890 года, поручик с 1894 года. Затем в 1897 году окончил Николаевскую инженерную академию, получив в этом же году чин штабс-капитана за отличные успехи в учёбе с переводом в военные инженеры.
В течение полутора лет Модест Балдин состоял в распоряжении начальника инженерной службы Варшавского военного округа. В 1899 году был удостоен чина капитана и в течение следующих почти трёх лет находился в распоряжении начальника инженерной службы Кавказского военного округа. После этого пять лет состоял в распоряжении Главного управления военно-учебных заведений. С 1907 года — штаб-офицер для поручений окружного управления по квартирному довольствию войск Казанского военного округа. Подполковник с 1907 года, полковник с 1911 года.
Участник Первой мировой войны. Служил в Гродненской крепости старшим производителем работ вплоть до её оставления русскими войсками в августе 1915 года. Затем снова был штаб-офицером для поручений окружного управления по квартирному довольствию войск Казанского военного округа (1916) и после этого служил старшим инженерным приемщиком Главного военно-технического управления РИА (1917).
Участник Гражданской войны в России в составе Белого движения на востоке страны. Был старшим инженером Главного военно-технического управления. 1 марта 1920 года Балдин был арестован органами ЧК в Красноярске. Обвинялся за службу в казачьих частях Белой армии, но дело было прекращено по реабилитирующим обстоятельствам. Затем он служил в РККА — на май 1921 года был начальником инженеров Заволжского военного округа.
Сведения о дальнейшей судьбе М. Ф. Балдина отсутствуют.

## Награды
- Был награждён орденами Св. Анны 3-й степени (1908), Св. Станислава 2-й степени (1912), Св. Владимира 4-й степени (1915), Св. Владимира 3-й степени (1917).